# Stath Melani
Stath Melani (ur. 18 września 1858 w Melanie, zm. 24 grudnia 1917 w okolicach Përmetu) – albański duchowny prawosławny.

## Życiorys
Studiował w Konstantynopolu. W 1888 roku wraz z żoną wyemigrował do Stanów Zjednoczonych; tam w 1899 roku przyjął święcenia kapłańskie, po czym wrócił na teren Albanii, gdzie pełnił posługę kapłańską. W 1910 roku był więziony w Përmecie przez władze osmańskie.
Sformował albański legion powstańczy, który w większości składał się z muzułmanów, formacja ta brała udział w powstaniu z 1912 roku, po odzyskaniu niepodległości przez Albanię był dowódcą jednej z albańskich armii. W 1913 roku jego dom został spalony przez Greków, żona i dwoje dzieci aresztowano, a sam był torturowany oraz więziony w Leskoviku, następnie w Janinie. Po uwolnieniu walczył w południowej Albanii przeciwko wojskom greckim, jednak ponownie został aresztowany na okres kilku dni. Na początku grudnia 1914 przedostał się do Bari, skąd następnie przybył do Stanów zjednoczonych, gdzie kontynuował posługę kapłańską.
Na początku 1917 roku wrócił do Albanii, 24 grudnia tegoż roku został zabity przez greckich nacjonalistów.

## Odznaczenia i upamiętnienie
23 maja 2014 roku prezydent Albanii Bujar Nishani pośmiertnie uhonorował go Orderem Nderi i Kombit.
Imieniem Statha Melaniego nazwano jedną ze szkół oraz ulic w Përmecie.

## Życie prywatne
Syn Kostandina i Zoicy, miał trzy siostry: Marinę, Eftalię i Anastasię.
W 1888 roku wziął ślub z Konstandiną Logo, z którą doczekał się 9 dzieci (5 synów i 4 córek): Limbję, Kici, Manthuę, Thimię, Koçuę, Çimuę, Goguę, Margaritę oraz Elpoję. Wkrótce po ślubie para wyemigrowała do Stanów Zjednoczonych.
Był pradziadkiem Suzany Mero.